# Carsten Pröpper
Carsten Pröpper (* 20. Oktober 1967 in Remscheid) ist ein ehemaliger deutscher Fußballspieler.

## Laufbahn
Der Mittelfeldspieler und Sohn von Günter „Meister“ Pröpper stammt aus einer bekannten Fußballerfamilie. Neben seinem Vater waren auch seine beiden Cousins Thomas und Michael Pröpper Profifußballer.
Carsten Pröpper begann seine Laufbahn in der Oberliga Nordrhein beim Wuppertaler SV und BVL Remscheid, dem Vorgänger des FC Remscheid, mit dem er 1990/91 in die zweite Bundesliga aufstieg. Von 1993 bis 1998 spielte er beim FC St. Pauli, und zwar 1993 bis 1995 sowie 1997/98 in der 2. Bundesliga und von 1995 bis 1997 in der ersten Liga. Danach wechselte er zu Rot-Weiß Oberhausen, wo er – von einem anschließenden kurzzeitigen Come-Back-Versuch beim Hamburger Verbandsligisten Vorwärts-Wacker Billstedt abgesehen – in der Spielzeit 2000/01 seine Karriere aus Verletzungsgründen beendete.
Im DFB-Pokal erzielte Carsten Pröpper in insgesamt 24 Spielen zwölf Tore. Mit dem FC St. Pauli erreichte er 1994/95 das Viertelfinale, dabei kam er in vier Spielen auf vier Tore. Im Dezember 1996 erhielt Pröpper ein Angebot der japanischen Mannschaft Urawa Red Diamonds. Pröpper äußerte, Japan sei die Chance seines Lebens, der FC St. Pauli verweigerte ihm jedoch die Freigabe.
Mit Rot-Weiß Oberhausen erreichte er im DFB-Pokal 1998/99 das Halbfinale, wo man im Schalker Parkstadion vor knapp 50.000 Zuschauern dem FC Bayern München 1:3 unterlag.
Pröpper ist Teilhaber eines Sportcenters in Hamburg und war von März bis November 2007 stellvertretendes Präsidiumsmitglied beim FC St. Pauli. Im Mai 2008 wurde Pröpper beim zukünftigen Drittligisten Wuppertaler SV als neuer Sportdirektor vorgestellt, trat allerdings im Januar 2009 aus gesundheitlichen Gründen von dieser Position zurück. Im Dezember 2011 übernahm er die Aufgaben des Geschäftsführers beim Niederrheinligisten 1. FC Wülfrath.

## Einsätze
- 1. Bundesliga: 60 Spiele und acht Tore für den FC St. Pauli
- 2. Bundesliga: 206 Spiele und 39 Tore, davon
  - 67 Spiele, 24 Tore für den FC Remscheid
  - 94 Spiele, acht Tore für den FC St.Pauli
  - 45 Spiele, sieben Tore für Rot-Weiß Oberhausen

## Titel und Auszeichnungen
- 1987 – Wuppertaler Triangulum in Gold, als bedeutender Nachwuchssportler Wuppertals
- 1990 – Sieger im Länderpokal mit der Niederrhein-Auswahlmannschaft